# Srečko Katanec
Srečko Katanec [sréčko katánec], , slovenski nogometaš in nogometni trener, * 16. julij 1963, Ljubljana.

## Klubska kariera
Katanec se je rodil v Ljubljani hrvaškim staršem iz Međimurja. Pri sedmih letih je začel igrati nogomet pri NK Ljubljana. Leta 1981 je prestopil k mestnemu tekmecu Olimpiji, leta 1985 je odšel k zagrebškemu Dinamu, že naslednje leto pa k beograjskemu Partizanu in z njim leta 1987 osvojil naslov državnega prvaka. V sezoni 1988/89 je prestopil v nemški Stuttgart in se z njim uvrstil v finale pokala UEFA, kjer je njegovo moštvo izgubilo proti italijanskemu Napoliju. Že naslednjo sezono je prestopil v genovsko Sampdorio in še v isti sezoni z njo osvojil pokal pokalnih zmagovalcev (v finalu so bili boljši od bruseljskega Anderlechta). Leta 1991 je v dresu Sampdorie osvojil "scudetto" (naslov državnega prvaka v Italiji), naslednje leto se je z istim moštvom uvrstil v finale lige prvakov, njegovo moštvo pa je v podaljšku izgubilo proti Barceloni. S Sampdorio je leta 1994 osvojil še italijanski superpokal.

## Reprezentančna kariera
Za jugoslovansko reprezentanco je zaigral že na evropskem prvenstvu leta 1984 v Franciji, istega leta je z reprezentanco na olimpijskih igrah v Los Angelesu osvojil bronasto kolajno. V kvalifikacijskem ciklu za svetovno prvenstvo 1990 v Italiji je uspešno igral za jugoslovansko reprezentanco in z njo kot tretji Slovenec nastopil na svetovnem prvenstvu. 
Za Slovenijo je odigral eno samo uradno tekmo, to je bila tudi njegova zadnja. To je bila tekma proti Italiji v okviru kvalifikacij za evropsko prvenstvo 1996 v Angliji 7. septembra 1994 v Mariboru, končala pa se je z rezultatom 1:1. Ker se je Katancu ravno v tistih dneh iztekla pogodba s Sampdorio, je končal s kariero igralca, v kateri je za jugoslovansko reprezentanco odigral 31 tekem in dosegel 5 zadetkov, za slovensko reprezentanco pa je s prijateljskimi tekmami vred odigral 5 tekem in dosegel en gol. 

## Trenerska kariera
Trenersko pot je začel leta 1996 v strokovnem vodstvu reprezentanc in skupaj z Dragom Kostajnškom vodil mlado reprezentanco do 21 let. Vmes je končal višjo trenersko šolo in leta 1998 za kratek čas sedel tudi na trenersko klop kluba ND Gorica, 1. julija tega leta pa je bil imenovan za selektorja slovenske reprezentance.
Že v svojem prvem kvalifikacijskem ciklu je uspel Slovenijo popeljati na evropsko prvenstvo leta 2000 v Belgiji in na Nizozemskem in s tem sprožil nogometno evforijo v Sloveniji. Tam je Slovenija pod njegovo taktirko dobila neodločena izida proti ZR Jugoslaviji in Norveški ter izgubila proti Španiji. V naslednjem kvalifikacijskem ciklu je ponovil podvig in se s slovensko izbrano vrsto uvrstil na svetovno prvenstvo 2002 na Japonskem in v Južni Koreji. Tam je Slovenija izgubila vse tri tekme proti Španiji, Južnoafriški republiki in Paragvaju, zaradi rezultatov pa se je sprl z Zlatkom Zahovičem, ki se je sicer začel nakazovati že takoj po evropskem prvenstvu leta 2000.
Zaradi teh dogodkov je takoj po svetovnem prvenstvu odstopil s selektorskega mesta in 2. novembra sedel na klop pirejskega Olympiakosa. Verjetno je pri tem precejšnjo vlogo odigralo dejstvo, da se je tri leta pred tem s tem klubom sprl tudi Zahovič. Katanec je v Pireju zdržal le tri mesece, uprava ga je zaradi ne najboljših rezultatov in zaradi hude kritike razmer v klubu odslovila 7. februarja 2003.
Leta 2004 je bil resen kandidat (s podporo Nogometne zveze Hrvaške) za mesto hrvaškega selektorja, vendar je tik pred koncem zaradi nasprotovanja vplivnih trenerjev in managerjev odstopil od kandidature in je tako bil izbran Zlatko Kranjčar. 
Februarja 2006 je postal selektor Makedonije. Tudi tam se je sprl z glavnim zvezdnikom moštva Pandevom, nato pa se je zaradi slabih rezultatov moral poslovit. 
Junija 2009 je prevzel vodenje Združenih Arabskih Emiratov. Po neuspehu na Azijskem prvenstvu, kjer je osvojil zadnje mesto v skupini brez doseženega gola je prišel pod plaz kritik, vendar je ostal na mestu selektorja. Kljub temu se rezultati niso izboljšali, zato je po porazih najprej proti Kuvajtu (2:3) in nato še proti Libanonu (1:3) moral oditi.
31. decembra 2012 je drugič prevzel vodenje slovenske nogometne reprezentance. Pogodba je bila vezana do 30. novembra 2015. Finančne podrobnosti niso bile znane, znano pa je bilo, da ni bil najdražji selektor v zgodovini Slovenske nogometne reprezentance.

## Priznanja
Leta 2015 je bil sprejet v Hram slovenskih športnih junakov. Leta 2017 je prejel Bloudkovo nagrado za »izjemen prispevek k razvoju slovenskega športa«.